# Amata polymita
Amata polymita är en fjärilsart som beskrevs av Sparrm. 1769. Amata polymita ingår i släktet Amata och familjen björnspinnare. Inga underarter finns listade i Catalogue of Life.

## Bildgalleri

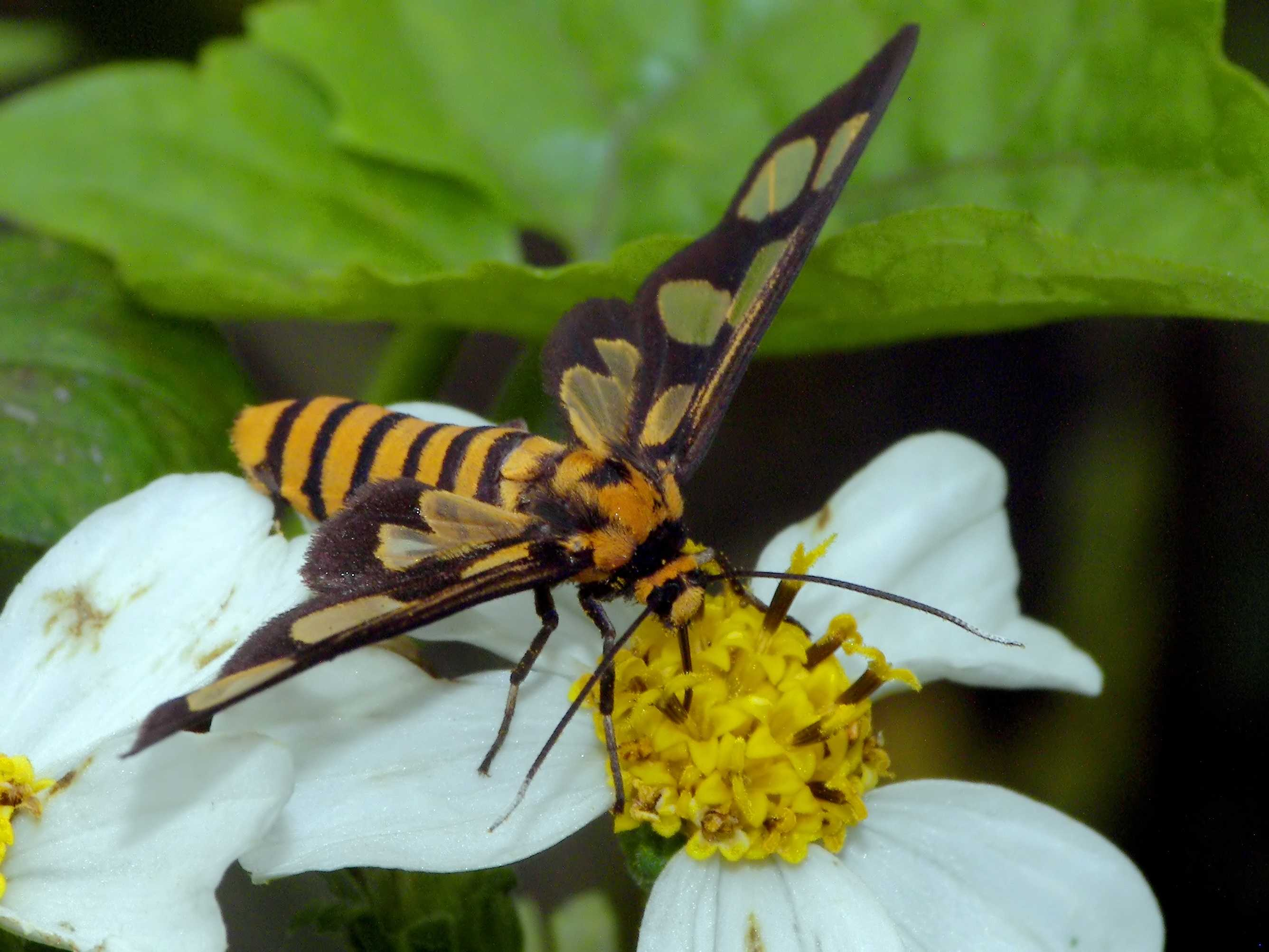